# Sénat (Roumanie)
Pour les autres articles nationaux ou selon les autres juridictions, voir Sénat.
Xe législature
Palais du Parlement
Le Sénat (en roumain : Senatul) est une institution politique roumaine, chambre haute du Parlement roumain. Le Sénat a subi quelques modifications du fait de la révision de la Constitution roumaine de 2003. La première assemblée saisie et l'assemblée ayant le dernier mot sont désignées en fonction de l'objet principal du texte ; la procédure de médiation entre les deux chambres est supprimée.
Il siège au palais du Parlement, à Bucarest, avec la Chambre des députés.

## Système électoral
Le Sénat est constitué de 136 sièges pourvus pour quatre ans au scrutin proportionnel plurinominal avec listes bloquées dans 43 circonscriptions, dont 41 correspondants aux județe, une à la capitale Bucarest et une dédiée à la diaspora,.. Le nombre de sièges par circonscription est proportionnel au nombre de citoyens y résidant selon le recensement effectué l'année précédente par l'Institut national de statistique. En 2024, la répartition est ainsi faite à raison d'un siège 168 000 habitants, avec un minimum de 2 sièges par circonscription,,.
Pour être éligibles, les candidats doivent être citoyen roumain, avoir au moins 33 ans, ne pas présenter de faiblesses mentales, et ne pas être privé du droit de vote en vertu d'une décision de justice.
La répartition des sièges après décompte des voix se fait entre les partis ayant franchis le seuil électoral de 5 % du total des suffrages exprimés au niveau national, ou 20 % dans au moins quatre circonscriptions. Le seuil est relevé à 8 % pour les coalitions de deux partis, 9 % pour celles de trois et 10 % pour les coalitions d'au moins quatre partis.

## Composition actuelle
| Groupe | Groupe                              | Parti                               | Parti                               | Sièges | Président               |
| ------ | ----------------------------------- | ----------------------------------- | ----------------------------------- | ------ | ----------------------- |
|        | PSD                                 |                                     | Parti social-démocrate              | 36     | Daniel-Cătălin Zamfir   |
|        | PSD                                 | Indépendants                        | 2                                   |        | Daniel-Cătălin Zamfir   |
|        | Alliance pour l'unité des Roumains  | Alliance pour l'unité des Roumains  | Alliance pour l'unité des Roumains  | 28     | Petrișor-Gabriel Peiu   |
|        | Parti national libéral              | Parti national libéral              | Parti national libéral              | 22     | Cătălin-Daniel Fenechiu |
|        | Union sauvez la Roumanie            | Union sauvez la Roumanie            | Union sauvez la Roumanie            | 19     | Ștefan Pălărie          |
|        | S.O.S                               | S.O.S                               | S.O.S                               | 9      | Clement Sava            |
|        | Union démocrate magyare de Roumanie | Union démocrate magyare de Roumanie | Union démocrate magyare de Roumanie | 10     | Lóránd Turos            |
|        | Non affiliée                        | Non affiliée                        | Non affiliée                        | 8      | –                       |

## Féminisation de la Chambre
- 1990[8] : 1 élue (0,84 %)
- 1992[9] : 3 élues (2,10 %)
- 1996[10] : 2 élues (1,4 %)
- 2000[11] : 10 élues (7,14 %)
- 2004[12] : 14 élues (10,22 %)
- 2008[13] : 8 élues (5,44 %)
- 2012[14] : 12 élues (6,82 %)
- 2016[15] : 20 élues (14,70 %)

## Liste des présidents
| Période     | Nom                                | Parti     |
| ----------- | ---------------------------------- | --------- |
| 1990-1992   | Alexandru Bârlădeanu               | FSN       |
| 1992-1996   | Oliviu Gherman (ro)                | FDSN/PDSR |
| 1996-1999   | Petre Roman                        | PD        |
| 2000        | Mircea Ionescu-Quintus             | PNL       |
| 2000-2008   | Nicolae Văcăroiu                   | PDSR/PSD  |
| 2008        | Doru Ioan Tărăcilă (ro) (intérim)  | PSD       |
| 2008        | Ilie Sârbu (ro)                    | PSD       |
| 2008-2011   | Mircea Geoană                      | PSD       |
| 2011        | Petru Filip (ro) (intérim)         | PDL       |
| 2011-2012   | Vasile Blaga                       | PDL       |
| 2012-2014   | Crin Antonescu                     | PNL       |
| 2014        | Cristian Dumitrescu (ro) (intérim) | PSD       |
| 2014-2019   | Călin Popescu-Tăriceanu            | ALDE      |
| 2019        | Șerban Valeca (ro) (intérim)       | PSD       |
| 2019-2020   | Teodor Meleșcanu                   | Sans      |
| 2020        | Titus Corlățean (intérim)          | PSD       |
| 2020        | Robert Cazanciuc (intérim)         | PSD       |
| 2020-2021   | Anca Dragu                         | USR PLUS  |
| 2021-2022   | Florin Cîțu                        | PNL       |
| 2022-2023   | Alina Gorghiu (intérim)            | PNL       |
| 2023-2024   | Nicolae Ciucă                      | PNL       |
| 2024-2025   | Ilie Bolojan                       | PNL       |
| 2025        | Mircea Abrudean (intérim)          | PNL       |
| depuis 2025 | Ilie Bolojan                       | PNL       |